# Wendy McElroy

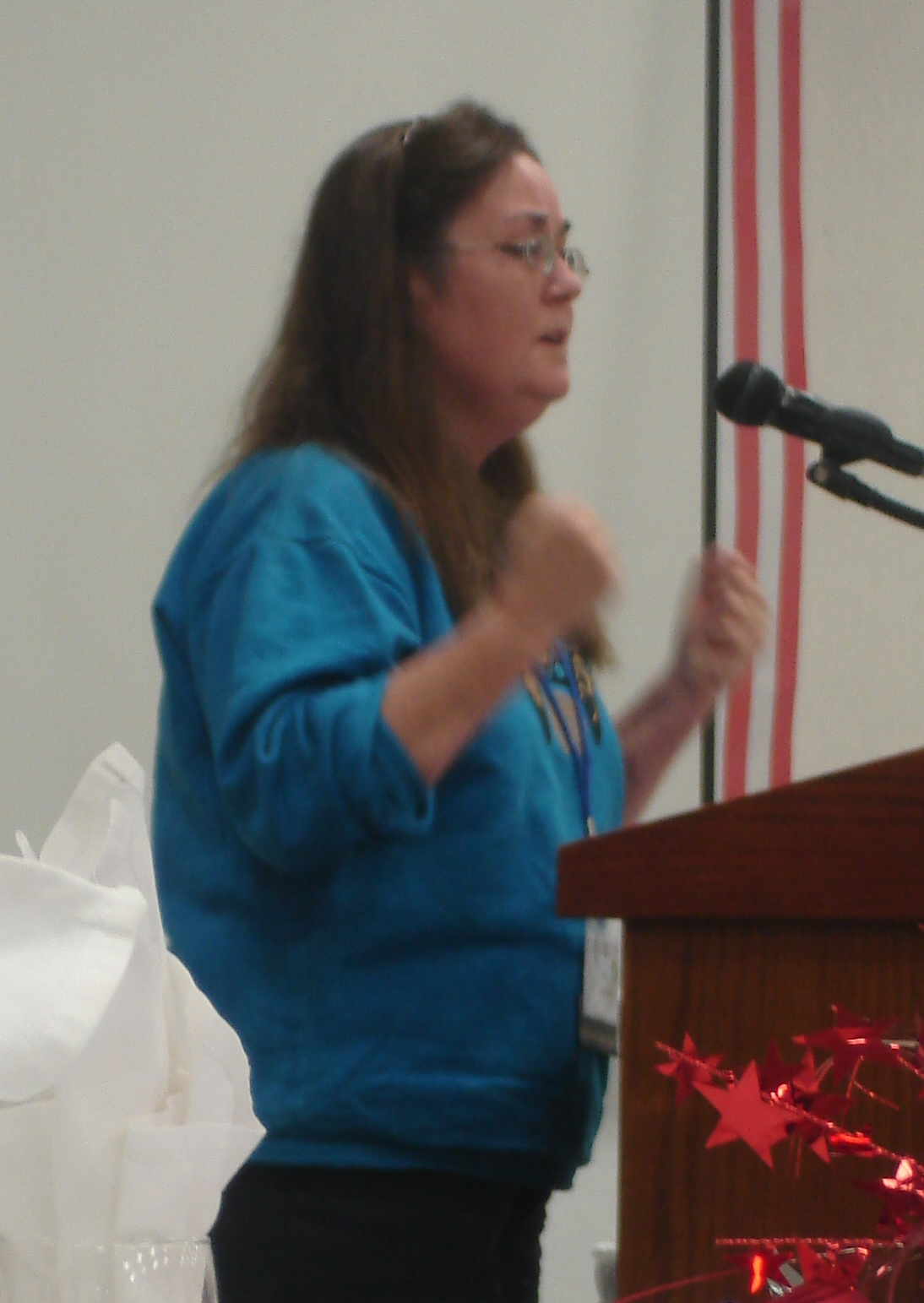
Wendy McElroy (2006)

Wendy McElroy (* 1951) ist eine kanadische Schriftstellerin, Vertreterin des Individualistischen Anarchismus und Feministin.

## Leben und Wirken
McElroy ist eine bekannte Vertreterin des sex-positiven Feminismus. Sie unterstützt die freie Verfügbarkeit von Pornografie und verurteilt die Bestrebungen des antipornografischen Feminismus. McElroy hat sich in der Vergangenheit wiederholt kritisch gegenüber US-amerikanischen Regelungen zum Thema sexuelle Belästigung geäußert, insbesondere gegen „Null-Toleranz Vorschriften“, wie sie dort in Grundschulen verbreitet sind. Sie betrachtet diese als „viel zu weit gefasst und vage“ und betont, dass die entsprechenden Vorschriften nicht auf stichhaltigen wissenschaftlichen Untersuchungen basierten, die es erlauben würden, verantwortungsvolle Regulierungen zu erlassen.
Gesellschaftspolitisch steht McElroy in der Tradition des nordamerikanischen Individualanarchismus, wie er gegen Ende des 19. Jahrhunderts vor allem von Benjamin Tucker ausformuliert und vertreten wurde. Ihre erste größere Arbeit war eine Bestandsaufnahme mit Erstellung eines detaillierten Index zu der von Tucker 1881–1908 herausgegebenen Zeitschrift Liberty. Wie Tucker lehnt sie die Staatsform der parlamentarischen Demokratie ab und fordert eine so wenig wie möglich staatlich regulierte Wirtschaftsordnung, eine wirklich freie Marktwirtschaft, ist also, wie einer ihrer Buchtitel bündig sagt, der Auffassung, dass der bisherige Kapitalismus dazu eher im Gegensatz steht. McElroy bekennt sich jedoch zum Laisser-faire-Kapitalismus.
Unter dem Titel Queen Silver: The Godless Girl verfasste McElroy ein Werk über ihre Freundin Queen Selections Silver. Silver ist eine Anarchistin; trotz politisch unterschiedlicher Auffassungen verbindet beide eine enge Freundschaft.
McElroy verfasst unter auf „ifeminists.com“ eine regelmäßige Kolumne, ist Mitglied des liberal-orientierten Netzwerkes Liberty and Power und veröffentlicht regelmäßig unter Lewrockwell.com.

## Werke

### Originalausgaben
- Carl Watner, Wendy McElroy: National Identification Systems: Essays in Opposition, 2004 ISBN 0-7864-1595-9
- Debates of Liberty: An Overview of Individualist Anarchism, 1881-1908, 2003, ISBN 0-7391-0473-X
- Liberty for Women: Freedom and Feminism in the Twenty-First Century, 2002, ISBN 1-56663-435-0
- Sexual Correctness: The Gender-Feminist Attack on Women, 2001
- Carl Watner, Wendy McElroy: Dissenting Electorate: Those Who Refuse to Vote and the Legitimacy of Their Opposition, 2001
- Individualist Feminism of the Nineteenth Century: Collected Writings and Biographical Profiles, 2001
- Wendy McElroy, Queen Selections Silver: Queen Silver: The Godless Girl (Women’s Studies, Amherst, N.Y.), 1999
- Wendy McElroy, Lewis Perry: Freedom, Feminism, and the State, 1999
- The Reasonable Woman: A Guide to Intellectual Survival, 1998
- Wendy McElroy: XXX: A Women’s Right to Pornography, Prelude Pr, 1995, ISBN 0-312-13626-9
- Liberty, 1881-1908: A Comprehensive Index, 1982

### Deutsche Übersetzungen
- Benjamin Tucker: Liberty und der Individualanarchismus (aus eigentümlich frei, Ausgabe 2/2000)